# Arandas (Jalisco)
Arandas é um município da região de Altos Sur do estado de Jalisco, no México.
Em 2005, o município possuía um total de 80.193 habitantes.

## Toponímia local
O nome é derivado do nome original da população existente recebeu durante o século 17: Santa María de Guadalupe de los Aranda, que foi derivado do sobrenome Aranada, uma das famílias fundadoras; juntamente com Camarena, Hernández Gamino e Hernández Rull.